# سوماتيل ليبهير
شركة سوماتيل-ليبهير سبا : شركة عامة لتصنيع المعدات الثقيلة، مقرها في قسنطينة، الجزائر . وهي مشروع مشترك بين مجموعة ليبهير الألمانية وشركة سوماتيل ، التابعة للمؤسسة الوطنية لعتاد الأشغال العمومية الحكومية الجزائرية. تأسست عام ٢٠١٢، وتقع في المنطقة الصناعية بعين سمارة في قسنطينة. بدأت سوماتيل-ليبهير إنتاجها عام ٢٠١٣. 
تسيطر شركة سوماتيل على 51% من أسهم الشركة، ومجموعة ليبهير على 49%. 

## منتجات الشركة

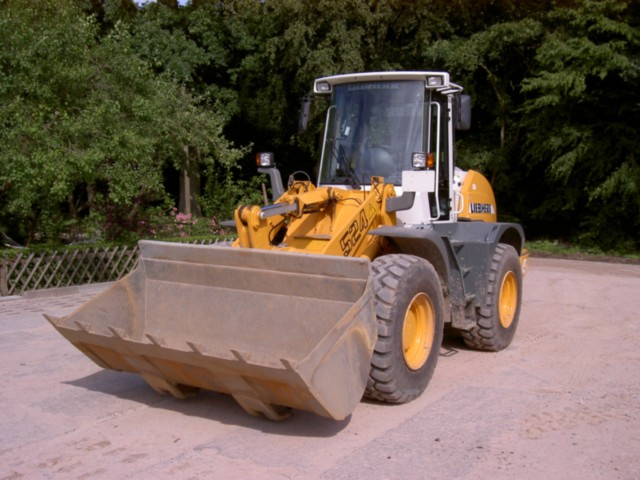
رافعة عجلات L524

يشتمل خط المنتجات الحالي الذي تصنعه الشركة على: 

### الحفارات الهيدروليكية
- أ 904
- ر 926 ج
- ر 954 ج

### رافعات العجلات
- ل 524
- ل 566

### الجرافات
- بي أر 744
- بي أر 754